# Titan (jezik)
Titan jezik (ISO 639-3: ttv; isto i M’bunai, Manus, Moanus, Tito), malajsko-polinezijski jezik iz Papue Novre Gvineje, kojim govori oko 3 850 ljudi (1992 SIL), 5 100 (2000) na otocima Manus (jugoistočna obala), Tawi, Wal, M’buke, Johnson, Baluan, Tilianu, Bundro i Rambutyo u provinciji Manus na Admiralitetski otoci (Admiralty).
Postoje dva dijalekta, 'r' i 'l', a njihova međusobna razumljivost je 100%-tna. Podklasificiran je istočnomanuskoj podskupini istočnoadmiralitetskih jezika. U upotrebi su i tok pisin [tpi] ili engleski.

## Vanjske poveznice
- Ethnologue (14th)
- Ethnologue (15th)
- The Titan Language